# Vide temporel
Vide temporel (The Temporal Void) est le second tome de la Trilogie du Vide de Peter F. Hamilton, publié le 3 octobre 2008 au Royaume-Uni et le 25 septembre 2009 en France.

## Résumé
Le Commonwealth intersolaire est en ébullition. Le mouvement Rêve vivant est sur le point de lancer un vaste pèlerinage pour pénétrer dans le Vide, cet univers artificiel logé au centre de notre galaxie. Ce projet risque de déclencher une phase d'expansion incontrôlable qui dévorera tous les mondes aux alentours. Alarmées, des puissances extraterrestres mobilisent leurs flottes, tandis que les factions posthumaines du Commonwealth se déchirent pour imposer leur vision de l'avenir. À l'origine de tout, il y a Edeard, Celui-qui-marche-sur-l'eau, qui vit au cœur du Vide. Il est le messie du Rêve vivant, celui dont la croisade contre la corruption, l'injustice et la violence inspirent des milliards d'êtres humains. Ses pouvoirs extraordinaires croissent de jour en jour. Son triomphe est proche et la véritable nature du Vide sera bientôt dévoilée.

## Nouveaux personnages
- Digby, arrière-petit-fils de Paula Myo, est aussi un agent du Conseil Interstellaire des Crimes Graves.
- Donald Chatfield, ancien capitaine de Marine à la retraite après plusieurs missions scientifiques autour des Dyson, avec Troblum, il agit pour les Accélérateurs.
- Neskia, un redoutable agent des Accélérateurs

### Personnages de l'époque de laGuerre contre les Primiens
- L'I.A. L'Intelligece Artificielle conçue par Nigel Sheldon, au début du Commonwealth, tenue à l'écart par l'A.N.A continue cependant son rôle de conseil.
- Oscar Monroe, ancien second de l'Amiral Nelson Kimre, héros de la guerre contre l'Arpenteur, mais compromis par son ancien passé de radical avec Adam Elvin, s'est retiré pour une vie bucolique. Paula Myo est venue le rechercher pour retrouver le second rêveur.
- Les Primiens rescapés de la guerre contre l'Arpenteur